# Andrya cuniculi
Andrya cuniculi ist ein bei Hasen (einschließlich Kaninchen) vorkommender Bandwurm.
Andryia cunicul ist bis zu 32 cm lang und 2,75 mm breit. Der Scolex ist 0,42–0,46 × 0,47–0,68 mm groß. Die Saugnäpfe sind mit einem Durchmesser von 0,25 mm relativ groß. Der Hals ist bis zu 4 mm lang. Die Proglottiden sind breiter als lang. Unreife Proglottiden sind 0,26–0,28 × 0,58–0,94 mm groß, reife 0,27–0,34 × 0,83–2,34 mm und gravide 1,35–1,52 ×
2,51–2,75 mm. Die 70–80 Hoden liegen zwischen den ventralen Ausführungsgängen und umgeben die Eierstöcke. Letztere sind fächerförmig und stark gelappt. Die Mehlis-Drüse ist kugelig. Zur Unterscheidung von A. rhopalocephala dienen die Lage der Hoden beidseits vor den weiblichen Gonaden und der den mittleren Bereich nahezu vollständig ausfüllende Uterus in graviden Proglottiden, welcher die osmoregulatorischen Längskanäle überlappt.